# Kumao Imoto
Kumao Imoto (japanisch 井本熊男; * 1903 in der Präfektur Yamaguchi; † 2000) war ein Offizier des Kaiserlich Japanischen Heeres und später Generalleutnant der japanischen Bodenselbstverteidigungsstreitkräfte.

## Leben
Imoto zeichnete ab 1942 für tödliche Experimente mit Blausäure als Waffe verantwortlich. Er überbrachte den Evakuierungsbefehl für die 17. Armee auf Guadalcanal im Pazifik des Zweiten Weltkriegs (Operation Ke). Der Rückzug war weitgehend erfolgreich.
Imoto war der ranghöchste überlebende Offizier in Hiroshima nach Abwurf der Atombombe und fungierte, obwohl er verwundet wurde, unmittelbar nach dem Abwurf als Stabschef von Feldmarschall Shunroku Hata.
Nach dem Zweiten Weltkrieg schloss sich Imoto einer Gruppe unter der Führung von Takushiro Hattori an, die den neuen Generalstab der neugegründeten Japanischen Selbstverteidigungsstreitkräfte aufbauen wollte. Später erreichte Imoto den Rang eines Generalleutnants in den japanischen Bodenselbstverteidigungsstreitkräften.
Imotos Werk Der Große Ostasiatische Krieg, geschrieben als Operationstagebuch (Dai Toa Senso Sakusen Nisshi), wurde 1979 veröffentlicht.